# 織田信徳
織田 信徳（おだ のぶのり）は、江戸時代後期（幕末）の旗本、明治期の士族。通称は数馬。

## 生涯
弘化5年（1848年）、高家旗本・織田信愛の長男として誕生した。
『大武鑑』によれば、慶応3年（1867年）には部屋住みながらも表高家衆の一人として確認できることから、既に御目見を済ましていたと推測される。幕末期に父信愛の撮った信徳の写真も存在している。明治維新に際し、父・信愛と共に明治政府に敵対的な行動を取って謹慎を命じられたようである。明治2年（1869年）6月6日、新政府から父と共に謹慎を解かれる。謹慎の解除にあたって、新政府は本家の織田寿重丸に父子を引き取り、扶助するように命じている。

### 明治維新後
父信愛と同様に博物学に関心を示し、維新後は動物学を志し、西洋式の剥製技術を学んだという。高千穂宣麿に昆虫の標本作りの技術を教えたという。『動物生態写真集』などの著書もある。なお、高千穂は「信徳の妻、安も剥製術をよくし、特に魚類の剥製術は彼女の創始した方法が優れていた」(『蛍嶺仙話』)と記す。
明治5年（1872年）、澳国博覧会事務局に雇われて、町田久成の下で湯島における博覧会の準備などに携わる。明治10年（1877年）6月、江戸時代に本草学を学んだ田中房種らと三重県・和歌山県で植物の調査にあたる。明治27年（1894年）秋、次男明の暮らす大阪へ家族全員で転居する。明治36年（1903年）の第5回内国勧業博覧会に際し、大阪での動物園設置を山岡千太郎らとはかり、『余興動物園集容動物目録及解説』を出版する。明治36年（1903年）7月13日、大阪で死去し、天王寺区の梅松院に埋葬されたようである。

## 系譜
- 父：織田信愛
- 母：不詳
- 妻：安 - 旧幕臣・大久保肥後守の娘
- 生母不明の子女
  - 長男：織田規久麿
  - 次男：織田東禹 - 本名は明（さとし）。洋画家、石版画家
  - 三男：織田久
  - 四男：織田一磨 - 芸術家、版画家